# Alexandria (comuna)
Alexandria (em italiano: Alessandria; em piemontês: Lissandria) é uma comuna italiana da região do Piemonte, província de Alexandria, com cerca de 80.000 habitantes que se situa à margem do rio Tanaro.
Em Alessandria nasceram os escritores Umberto Eco e Pino Cacucci. É a terceira maior cidade piemontesa depois de Turim e Novara. 

## História
Alexandria foi fundada em 1168 sobre um núcleo urbano preexistente, para servir de fortaleza da Liga Lombarda em defesa da liberdade das comunas medievais do norte da Itália contra as forças do imperador Frederico Barbarossa do Sacro Império Romano-Germânico.
Fundada no século XII com o nome de Cidade Nova (em latim: Civitas Nova). Estando dentro dos territórios do marquês de Monferrato, na época, um forte aliado do imperador. O atual nome da cidade é em homenagem ao papa Alexandre III, inimigo do imperador.
Se tornou um município autônomo em 1198 e fez em 1348 parte do ducado de Milão. Em 1707 foi transferida para  o departamento de Saboia.
Nos anos 1174-1175 a fortaleza foi seriamente cercada pelo exército imperial. Uma lenda, contada no livro "Baudolino" de Umberto Eco, conta que a cidade foi salva por um camponês astuto, Gagliaudo, o qual alimentou sua vaca com o último grão que tinha e depois a levou fora das muralhas até encontrar o exército inimigo. As forças imperiais o capturaram e a vaca foi sacrificada para ser cozida. Quando os imperiais encontraram o estômago da vaca cheio de grão, perguntaram a Gagliaudo o porquê do motivo de alimentar o animal com tal alimento refinado. O camponês respondeu que foi forçado a fazê-lo, já que havia tanto cereal acumulado que não havia mais lugar para guardá-lo na cidade. O Imperador temendo que o cerco tinha sido por demais prolongado, o deu por terminado.
Embora essa seja a lenda, o mais provável é que o exército imperial tenha abandonado o cerco devido a uma epidemia de malária. No canto esquerdo da catedral de Alexandria se encontra erguida uma estátua a Gagliaudo. Alexandria obteve o status de comuna livre em 1198 porém sobrevieram em seguida vários conflitos com comunas da região mais antigas, especialmente com Asti.
Em 1348 caiu nas mão dos Visconti e junto com outras possessões logo passou para o domínio dos Sforza. Continuou sob a influência de Milão até 1707, quando foi cedida à Casa de Saboia e a partir daí formou parte de Piemonte.
Com a vitória de Napoleão na batalha de Marengo (1800), Alexandria passou a depender da França como capital do departamento napoleônico de Marengo. Durante esse período foi construído um importante forte ao norte da cidade que todavia é utilizado como um quartel militar e um armazém de suprimentos (2006). As ruínas de um segundo forte na parte sul (Cuartel Christo) foram dividas em duas por uma linha ferroviária.
A partir de 1814, Alexandria passou a ser novamente território dos Saboia, como parte do Reino da Sardenha.
Durante os anos do Risorgimento, a cidade foi um centro ativo para os liberais.

## Demografia
| Variação demográfica do município entre 1861 e 2011 |
|                                                     |
| Istituto Nazionale di Statistica (ISTAT)            |

## Outras informações
- No subúrbio de Spinetta Marengo, é recriado no dia 14 de junho de cada ano a batalha de Marengo.
- Alexandria foi a primeira capital da província italiana a ser governado por um socialista, o relojoeiro Paola Sacco, eleito em 25 de julho de 1899.
- Alexandria foi um alvo tático militar durante a Segunda Guerra Mundial e objeto de intensos bombardeios aliados. Os mais sérios dos quais que ocorreram em 30 de abril de 1944, que deixou como saldo 238 mortos e centenas de feridos, e em 5 de abril de 1945, com 160 mortos, entre eles 60 crianças do orfanato da Via Gagliaudo. E a partir dessa a cidade foi liberta pela resistência italiana Força Expedicionária Brasileira.
- Em 6 de novembro de 1994, o rio Tanaro inundou boa parte da cidade, causando danos graves, especialmente ao bairro de Orti.